# Jean-François Kosta-Théfaine
Jean-François Kosta-Théfaine, né le 19 mars 1971 à Bezons (Val-d'Oise), est un auteur, traducteur et chercheur français en littérature médiévale.

## Biographie
Docteur en littérature médiévale, certifié de lettres modernes, Jean-François Kosta-Théfaine est chercheur associé au Centre d'études des textes médiévaux-université de Rennes 2.
Auteur d'une thèse intitulée « Étude et édition du manuscrit de New York (Pierpont Morgan Library, M. 723, fol. 71r-107v) du "Devisement du Monde" de Marco Polo », soutenue le 14 octobre 2002 à l’Université Paris Sorbonne-Paris IV, il est spécialiste de la littérature française des XIVe et XVe siècles.
Il a notamment publié des ouvrages sur Christine de Pizan, référencés dans la bibliographie sélective de l'agrégation de lettres modernes 2017.
Ses travaux ont également porté sur la littérature culinaire française et la gastronomie du Moyen Âge et de la Renaissance dont il a traduit les textes.

## Publications

### Livres

#### Études
- Le chant de la douleur dans les poésies de Christine de Pizan, Nantes, Éditions Le Petit Véhicule, 2007[5],[6],[7]
- La poétesse et la guerrière : Lecture du « Ditié de Jehanne d'Arc » de Christine de Pizan, Lille, TheBookEdition.com, 2008[8]
- Prophétie et histoire dans "Le Ditié de Jehanne d'Arc" de Christine de Pizan, Villers-Cotterêts, Éditions Ressouvenances, 2013

#### Éditions de textes
- Robert de Montesquiou : Apollon aux lanternes (éd.), Poitiers, Paréiasaure, 2001
- Charles Soillot : Les sept Joyes nostre Dame (éd.), Lille, TheBookEdition.com, 2008
- Le Livre du roy Rambaux de Frise et du roy Brunor de Dampnemarche (éd.), Clermont-Ferrand, Editions Paleo, 2009
- Le Vivendier (éd.), Clermont-Ferrand, Editions Paleo, 2009
- Istoire de la Chastelaine du Vergier et de Tristan le Chevalier (éd.), Londres, The Modern Humanities Research Association, 2009[9]
- Christine de Pizan : Une Epistre a Eustace Morel (éd.), Clermont-Ferrand, Editions Paleo, 2010
- Christine de Pizan : Les .XV. Joyes nostre Dame rimees (éd.), Clermont-Ferrand, Editions Paleo, 2010
- Christine de Pizan : Une Oroison de nostre Dame (éd.), Clermont-Ferrand, Editions Paleo, 2010
- Eustache Deschamps : L'Art de dictier (éd.), Clermont-Ferrand, Editions Paleo, 2010
- Christine de Pizan : Une Oroison de la vie et Passion de nostre Seigneur (éd.), Clermont-Ferrand, Editions Paleo, 2010
- Christine de Pizan : Proverbes moraulx (éd.), Clermont-Ferrand, Editions Paleo, 2010
- Christine de Pizan : Cent Balades d'amant et de dame (éd.), Clermont-Ferrand, Editions Paleo, 2010
- Le Congié d'amours (éd.), Clermont-Ferrand, Editions Paleo, 2010
- Christine de Pizan : Virelays (éd.), Clermont-Ferrand, Editions Paleo, 2010
- Christine de Pizan : Une Epistre a la roÿne de France - La Lamentacion Cristine de Pizan (éd.), Clermont-Ferrand, Editions Paleo, 2010
- L’Ystoire du vaillant chevalier Pierre, filz du conte de Provence, et de la belle Maguelonne, fille du roy de Naples (éd.), Clermont-Ferrand, Editions Paleo, 2010
- Advis à Isabeau de Bavière pour le gouvernement de la maison du roy et du royaulme de France (éd.), Villers-Cotterêts, Editions Ressouvenances, 2013

#### Traductions
- Marco Polo : Le Livre des merveilles du monde, extraits présentés et traduits en français moderne, Paris, éditions Librio, n° 727, 2005
- Recettes de cuisine du Moyen Âge : Le Vivendier, présentation, traduction en français moderne et notes, Paris, éditions Imago, 2009
- Rambaux de Frise. Roman de chevalerie du XVe siècle, Clermont-Ferrand, éditions Paleo, 2010
- Nostradamus : Traité des confitures, Paris, éditions Imago, 2010
- Gastronomie du Moyen Âge et de la Renaissance, Clermont-Ferrand, éditions Paleo, 2011
- Guillaume Tirel dit Taillevent : Le Viandier. Recettes de cuisine du Moyen Age, Clermont-Ferrand, éditions Paleo, 2011
- Eustache de La Fosse : Voyage sur la côte occidentale de l'Afrique (1479-1481), Paris, éditions Cartouche, 2012
- Agnès d'Harcourt : La Vie et les miracles de la Bienheureuse Isabelle de France, sœur de Saint Louis, Paris, éditions du Cerf, 2012[10]
- Anne de France : Le Siège de Brest, Paris, éditions Cartouche, 2012
- Jean de Soltanieh : La Vie et la cour de Tamerlan. Récit de son ambassadeur auprès de Charles VI en 1403, Paris, éditions Cartouche, 2012
- Jean Le Long d’Ypres : L’Empire de Kubilaï Khan, Rouen, Christophe Chomant éditeur, 2014
- Jean de Brie, Traité de l'art de bergerie, Paris, Les Belles Lettres, coll. La roue à livres, 130 p., 2025  (ISBN 978-2251457116)

#### Éditions bilingues
- Le Recueil de Riom, texte original en ancien français et traduction, Clermont-Ferrand, éditions Paleo, 2009
- Le Bestiaire de Cambrai, texte original en ancien français et traduction, Rouen, Christophe Chomant éditeur, 2009
- Les Enseignements qui apprennent à préparer toutes sortes de plats, texte original en ancien français et traduction, Clermont-Ferrand, éditions Paleo, 2010

#### Direction d’ouvrages collectifs
- « Ut Philosophia Poesis ». Etudes sur l’œuvre de Jeanne Hyvrard (éd.), Amsterdam & New York, Rodopi, 2001
- Béatrix Beck (éd.), Brèves, 68, Villelongue d’Aude, Atelier du Gué, 2003[11]
- Amour, passion, volupté, tragédie : Le Sentiment amoureux dans la littérature française du Moyen Âge au XXe siècle (éd. en collaboration avec Annye Castonguay et Marianne Legault), Paris, Éditions Séguier, 2007[12]
- Othon de Grandson, chevalier et poète (éd.), Orléans, éditions Paradigme, 2007[13]
- Travels and Travelogues in the Middle Ages (éd.), New York, AMS Press, 2009[14]
- La Mort dans la littérature française du Moyen Age (éd.), Villers-Cotterêts, Éditions Ressouvenances, 2013[15]

#### Préfaces
- Francis Drake,  Récit des voyages (1577-1596), Paris, éditions Cartouche, 2012
- Carmen Andrei, Vers la maîtrise de la traduction littéraire (guide théorique et pratique), Galati (Roumanie), Galati University Press, 2014

### Articles universitaires
- « The Pierpont Morgan Library Manuscript M.723 : Illustrations of Hayton’s La Fleur des Histoires d’Orient », in Travels and Travelogues in the Middle Ages, edited by Jean-François Kosta-Théfaine, New York, AMS Press, 2009
- « L’état de la recherche sur Othon de Grandson », in Othon de Grandson, chevalier et poète, éd. Jean-François Kosta-Théfaine, Orléans, Coll. « Medievalia », Paradigme, 2007
- « Les poissons dans les poésies d’Eustache Deschamps », Cahiers de recherches médiévales, 2007
- « Du livre de cuisine à ‘l’Art total’ : la littérature culinaire française du Moyen Âge », in Écriture du repas. Fragments d’un discours gastronomique, éd. Karin Becker et Olivier Leplatre, Bern, New York, Peter Lang, 2007, p. 13-32 [présentation en ligne]
- « Medieval Cuisine : Hog’s Swill or Culinary Art ? », in Misconceptions about the Middle Ages, éd. Bryon Lee Grigsby et Stephen J. Harris, Londres et New York, Routledge, 2007
- « Du chant de la douleur au chant d’amour : les poèmes de veuvage de Christine de Pizan », in Amour, passion, volupté, tragédie : Le Sentiment amoureux dans la littérature française du Moyen Âge au XXe siècle, éd. Annye Castonguay, Jean-François Kosta-Théfaine et Marianne Legault, Paris, Éditions Séguier, 2007, p. 153-171
- « Sucre et douceurs sucrées dans la littérature culinaire française du Moyen Âge », in Du Sucre. Actes de la Journée d’Études ‘Plus aloës quam mellis habet : le sucre dans la littérature Française’ (Pau, 21 janvier 2005), éd. Véronique Duchet-Gavet et Jean-Gérard Lapacherie, Biarritz, éditions Atlantica, 2007
- « Jehan Chaperon, dit '‘le lassé de repos’' : poète et adaptateur ‘'de langue romanne en prose françoyse’' du Livre de Chemin de long estude de Christine de Pizan », Archiv für das Studium der neueren Sprachen und Literaturen, 84 : 3, 2005
- « L’illustration de La Fleur des Histoires d’Orient de Hayton dans le manuscrit New York, Pierpont Morgan Library M.723 », Cahiers de recherches médiévales, 12, 2005, p. 191-204 [présentation en ligne]
- « Teaching Chaucer Without (or With) Translations : Introduction to Othon de Grandson’s Les Cinq balades ensuivans and Chaucer’s The Complaint of Venus », in Approaches to Teaching Chaucer’s ‘Troilus and Criseyde’ and Shorter Poems, éd. Tison Pugh et Angela Weisl, New York, The Modern Language Association of America, 2005, p. 275-284 [présentation en ligne]
- « Du récit de voyage et de sa mise en image : l’exemple du manuscrit de New York (Pierpont Morgan Library M.723) du Devisement du Monde de Marco Polo », in Art et Littérature : Le Voyage entre le texte et l’image, éd. Jean-Loup Korzilius, Amsterdam et New York, Rodopi, 2005, p. 31-61 [présentation en ligne]
- « Le sel dans quelques poèmes d’Eustache Deschamps », in Du Sel. Actes de la Journée d’Études ‘Le Sel dans la Littérature Française (Pau, 28 novembre 2003), éd. Véronique Duché-Gavet et Jean-Gérard Lapacherie (avec la collaboration de Frédérique Marty-Badiola), Biarritz, éditions Atlantica, 2005, p. 29-48
- « De la continuité à l’innovation : le Livre Messire Ode d’Othon de Grandson et le Livre du duc des vrais amans de Christine de Pizan », Cahiers de Recherches Médiévales, 11, 2004, p. 239-251
- « Des “regles en françois” pour bien se tenir à table … », in “Pour acquerir honneur et pris”. Mélanges de Moyen Français en hommage à Giuseppe Di Stefano, textes réunis et publiés par Maria Colombo et Claudio Galderisi, Montréal, éditions CERES, 2004, p. 265-275
- « Le Livre Messire Ode d’Othon de Grandson ou l’écriture fragmentaire d’un discours amoureux », Germanisch-Romanische Monatsschrift, 53 : 3, 2003, p. 355-361
- « Les Virelais de Christine de Pizan », Le Moyen Français, 48, 2001, p. 123-145
- « Bibliographie du Ditié de Jehanne d’Arc (1429) de Christine de Pizan », Ariane : Revue d’études littéraires françaises (Université de Lisbonne), 16, 1999-2000, p. 213-221
- « Du chant d’amour au chant du désespoir ou l’écriture d’une poétique de la tristesse dans la lyrique d’Othon de Grandson », Romanistische Zeitschrift für Literaturgeschichte, 23:3-4, 1999, p. 297-310
- « Une prière politique pour la France : le Ditié de Jehanne d’Arc de Christine de Pizan », Lendemains : Études comparées sur la France – Vergleichende Frankreichforschung, 94, 1999, p. 109-122
- « L’écriture du temps et de la douleur dans les poèmes de veuvage de Christine de Pizan », Lendemains : Études comparées sur la France – Vergleichende Frankreichforschung, 95/96, 1999, p. 47-59
- « Entre poésie et prophétie : les sources du Ditié de Jehanne d’Arc de Christine de Pizan », Romanistische Zeitschrift für Literaturgeschichte, 22:1-2, 1998, p. 41-56
- « La ballade XI («Seulete suy et seulete vueil estre») de Christine de Pizan et la ballade 59 («Alone am y and wille to be alone») des Poésies Anglaises de Charles d’Orléans : adaptation, traduction ou simple coïncidence ? », Disputatio - An International Transdisciplinary Journal of Late Middle Ages, 3, 1997, p. 51-63
- « Christine de Pizan et la question des Juifs : problème d’orthodoxie, d’hétérodoxie ou simple (in)tolérance ? », Speculum Medii Aevi - Zeitschrift für Geschichte und Literatur des Mittelalters - Revue d’Histoire et de Littérature médiévales, vol. 3 n° 1/2, 1997, p. 39-52
- « Le Ditié de Jehanne d’Arc de Christine de Pizan : un modèle d’architecture fondé sur l’utilisation de la symbolique des Nombres », Cahiers de Recherches Médiévales, 3, 1997, p. 121-129
- « Charles d’Orléans : bibliographie récente », Le Moyen Français, 38, 1996, p. 145-150
- « L’Épistre a Eustace Morel de Christine de Pizan », Le Moyen Français, 38, 1996, p. 79-91
- « Les Proverbes Moraulx de Christine de Pizan », Le Moyen Français, 38, 1996, p. 61-77

### Autres publications

#### Articles
- « À bord de l’œuvre de Jeanne Hyvrard », in « Ut Philosophia Poesis ». Études sur l'œuvre de Jeanne Hyvrard, Articles réunis et présentés par J.-F. Kosta-Théfaine, Amsterdam-New York, Rodopi, 2001, p. 1-9
- « Une réécriture “géosophique” de la Genèse : Que se partagent encore les eaux de Jeanne Hyvrard », in « Ut Philosophia Poesis ».  Études sur l’œuvre de Jeanne Hyvrard, Articles réunis et présentés par J.-F. Kosta-Théfaine, Amsterdam-New York, Rodopi, 2001, p. 55-70
- « Un itinéraire bibliographique hyvrardien (1975-2000) », in « Ut Philosophia Poesis ».  Études sur l’œuvre de Jeanne Hyvrard, Articles réunis et présentés par J.-F. Kosta-Théfaine, Amsterdam-New York, Rodopi, 2001, p. 191-215
- « La réception de l’œuvre de Christa Wolf en France : bibliographie de ses écrits et critiques en langue française », Lendemains, 101-102, 2001
- « Trois lettres d’Anna de Noailles à Henri Barbusse », Carnet Austral (Bulletin of the Australian Society for French Studies), 12, 2000, p. 3-7
- « Journal de bord ou compte à rebours contre la mort : Au Présage de la mienne de Jeanne Hyvrard », Dalhousie French Studies, 51, 2000, p. 144-149
- « CELLLA de Jeanne Hyvrard ou du pacte autobiographique », Lendemains, 93, 1999, p. 70-79
- « Emma Santos : Écrire des maux », Trois, Vol. 12 n° 2, 1997, p. 40-51

#### Traductions
- Gustavo Adolfo Becquer, Les Yeux verts (Los Ojos verdes), Trois, vol. 12 n° 2, 1997, p. 102-114
- Gustavo Adolfo Becquer, La Caverne de la jeune femme maure (La Cueva de la mora), Trois, vol. 12 n° 2, 1997, p. 115-124

#### Chroniques (littérature française et étrangère & art)
- « Martin & Karl Flinker, libraires et éditeurs viennois à Paris », Documents (Revue des Questions Allemandes), 1, 2002, p. 108-109
- « Vue d’en haut par Wolfgang Tillmans », Documents (Revue des questions allemandes), 2, 2002, p. 96-97
- « Auschwitz : les déportés tatoués », Documents (Revue des questions allemandes), 3, 2002
- « Berlin : thème littéraire des deux côtés du Rhin », Documents (Revue des questions allemandes), 3, 2002
- « Baselitz ou le monde en rond & à l’envers », Documents (Revue des questions allemandes), 3, 2002
- « Des lettres musicales », Brèves, 66, 2002
- « De la littérature gastronomique et autres petits plaisirs littéraires et culinaires… Autour de l’exposition « Livres en bouche », Bibliothèque de l’Arsenal (21 novembre 2001 - 17 février 2002) », Lendemains, 100, 2002
- « Photographies de l’Innommable », Documents (Revue des questions allemandes), 1, 2001, p. 57-58
- « Berlin en images », Documents (Revue des questions allemandes), 1, 2001, p. 58
- « Littérature de langue allemande en traduction française pour l’année 2001 », Documents (Revue des questions allemandes), 1, 2001, p. 90-92
- « Des Livres brûlés », Documents (Revue des questions allemandes), 2, 2001, p. 103
- « La Médée de Christa Wolf », Documents (Revue des questions allemandes), 2, 2001, p. 105-106
- « Christophe Hein, un écrivain allemand couronné à Paris », Documents (Revue des questions allemandes), 2, 2001, p. 106
- « La République des Savants … selon Arno Schmidt », Documents (Revue des Questions allemandes), 2, 2001, p. 106-107
- « Outre-Rhin », Brèves, 63, 2001, p. 83-84
- « De la poésie allemande ou regards sur quelques anthologies », Documents (Revue des questions allemandes), 3, 2001, p. 94-95
- « Portraits photographiques », Documents (Revue des questions allemandes), 4, 2001, p. 97
- « Manuscrits des Sonderkommandos d’Auschwitz-Birkenau et journal de Buchenwald », Documents (Revue des questions allemandes), 4, 2001, p. 97-98
- « Das Jüdisches Museum Berlin - Le Musée juif de Berlin », Documents (Revue des questions allemandes), 4, 2001, p. 100-101
- « Germaniques », Brèves, 64, 2001, p. 120-121
- « Hélène Cixous : Le livre du père, le livre de la mère, le livre de l’enfance », Lendemains, 99, 2000
- « Portrait d’une poétesse : Else Lasker-Schüler », Allemagne d’aujourd’hui, 154, 2000, p. 138-143
- « Parfum de vie, parfum de mort : Le Parfum de Patrick Süskind », Encres Vagabondes, 19, 2000, p. 19
- « Une exposition consacrée à Friedl Dicker-Brandeis », Documents (Revue des questions allemandes), 5, 2000, p. 95-96
- « Deux soirées parisiennes avec Christa Wolf », Lendemains, 98-99, 2000, p. 237-238
- « Regards sur quelques livres publiés en l’an 2000 … et deux en 1999 », Lendemains, 98-99, 2000, p. 284-288
- « Voix d’Allemagne : deux regards sur la société », Brèves, 62, 2000, p. 108-109
- « De l’allemand … en deux temps trois mouvements », Brèves, 61, 2000, p. 77-79
- « Christa Wolf, la voix de Cassandre », Encres Vagabondes, 19, 2000, p. 42-43
- « Poèmes d’amour du Moyen Âge », Encres Vagabondes, 10, 1997, p. 43
- « Traité d'Économie Politique - Manuel de la Séparance : Ton Nom de végétal de Jeanne Hyvrard », Trois, vol. 15 n° 1, 2-3, 1999, p. 208-210
- « Regards sur une plaquette de poèmes de Béatrix Beck : Mots Couverts », Trois, vol. 12 n°1, 1997, p. 216-218
- « À propos d’une réédition récente et confidentielle d’un roman de Robert de Montesquiou : La Petite Mademoiselle », Carnet Ausral (Bulletin of the Australian Society for French Studies), 11, 1999, p. 19-24

### Interviews
- Brèves, 78, 2006, p. 111-115 (à propos de la traduction du Livre des Merveilles du Monde de Marco Polo chez Librio)
- France Culture : De bouche à oreille (26 octobre 2003), interview de Renée Elkaïm-Bollinger